# Glendale station (Metrolink)
La Estación Glendale (en inglés: Glendale station), es una estación de tren regional de la línea condado de Ventura y la línea Antelope Valley de Metrolink en Glendale, California, área regional de Los Angeles en Estados Unidos.

## Descripción
La estación se inauguró el año 1923, con servicio de Southern Pacific Railroad. Es de estilo arquitecto churrigueresco. Cuenta con un andén de plataforma lateral y un andén de plataforma central. Existen 426 aparcamientos. La estación es propiedad de la ciudad de Glendale y desde el 2 de mayo de 1997 forma parte del registro de lugar histórico nacional.

## Servicio
La estación Glendale recibe el servicio de 20 trenes de la línea Ventura de Metrolink (10 en cada dirección) entre semana. El servicio de fin de semana consta de 4 trenes (2 en cada dirección). También recibe el servicio de 30 trenes de la línea Antelope Valley (15 en cada dirección) entre semana. El servicio de fin de semana consta de 24 trenes (12 en cada dirección). 
El tren de línea Ventura es de Ventura, California en el norte y el centro de Los Ángeles en el sur.
La línea Antelope Valley es de Lancaster, California y termina en el centro de Los Ángeles en el sur.

## Conexiones
- Los Ángeles Metro Bus - rutas: 92, 94, 180, y 603
- Glendale Beeline - rutas: 1, 4, 8, 11 y 12
- Greyhound
- Amtrak
- Amtrak Pacific Surfliner

## Lugares de interés
- Downtown Glendale
- Griffith Park
- Atwater Village